# Antioch (Californië)
Antioch is een stad in Contra Costa County in Californië in de VS.

## Geschiedenis
Antioch werd in 1848 gesticht door Engelsen. Het jonge stadje trok behalve blanke kolonisten ook Chinese immigranten en Mexicanen, die al eeuwenlang in Californië hadden gewoond. Het samenwonen leidde tot spanningen, die op 29 april 1876 tot uitbarsting kwamen. Omdat Mexicaanse jongens in een Chinees bordeel geslachtsziektes hadden opgelopen, moesten alle Chinezen hun wijk onmiddellijk verlaten, waarna deze werd platgebrand. In mei 2021 is hiervoor door de gemeenteraad van Antioch spijt betuigd.

## Geografie
De totale oppervlakte bedraagt 71,4 km² (27,6 mijl²) waarvan 69,8 km² (27,0 mijl²) land is en 1,6 km² (0,6 mijl²) of 2.28% water is.

## Demografie
Volgens de census van 2000 bedroeg de bevolkingsdichtheid 1297,0/km² (3359,5/mijl²) en bedroeg het totale bevolkingsaantal 90.532 dat bestond uit:
- 65,33% blanken
- 9,75% zwarten of Afrikaanse Amerikanen
- 0,93% inheemse Amerikanen
- 7,40% Aziaten
- 0,40% mensen afkomstig van eilanden in de Grote Oceaan
- 9,23% andere
- 6,97% twee of meer rassen
- 22,12% Spaans of Latino

Er waren 29.338 gezinnen en 23.177 families in Antioch. De gemiddelde gezinsgrootte bedroeg 3,07.

## Plaatsen in de nabije omgeving
De onderstaande figuur toont nabijgelegen plaatsen in een straal van 16 km rond Antioch.